# Z Archiwum X (sezon 10)
Z archiwum X (ang. The X-Files) – miniserial telewizyjny, którego światowa premiera miała miejsce 24 stycznia 2016. Dzieło jest kontynuacją popularnego w latach 90. serialu Z archiwum X (1993–2002) oraz towarzyszących mu filmów Z archiwum X: Pokonać przyszłość (1998) i Z Archiwum X: Chcę wierzyć (2008).
W Stanach Zjednoczonych od 7 lipca 2015 emitowane były wszystkie wcześniej wyprodukowane odcinki, począwszy od pierwszego. Emisja zakończyła się 23 stycznia 2016, dzień przed premierą miniserialu.
W Polsce premiera miała miejsce zaledwie siedemnaście godzin po amerykańskiej: 25 stycznia 2016 roku na polskiej wersji kanału FOX. 18 stycznia 2018 roku emisję sezonu rozpoczęła stacja TVN 7, a 19 kwietnia 2020 telewizja Metro.

## Fabuła
Sześcioodcinkowy serial opowiada o śledztwach w sprawach kryminalnych o charakterze paranormalnym, prowadzonych przez Foxa Muldera i Danę Scully.

## Obsada

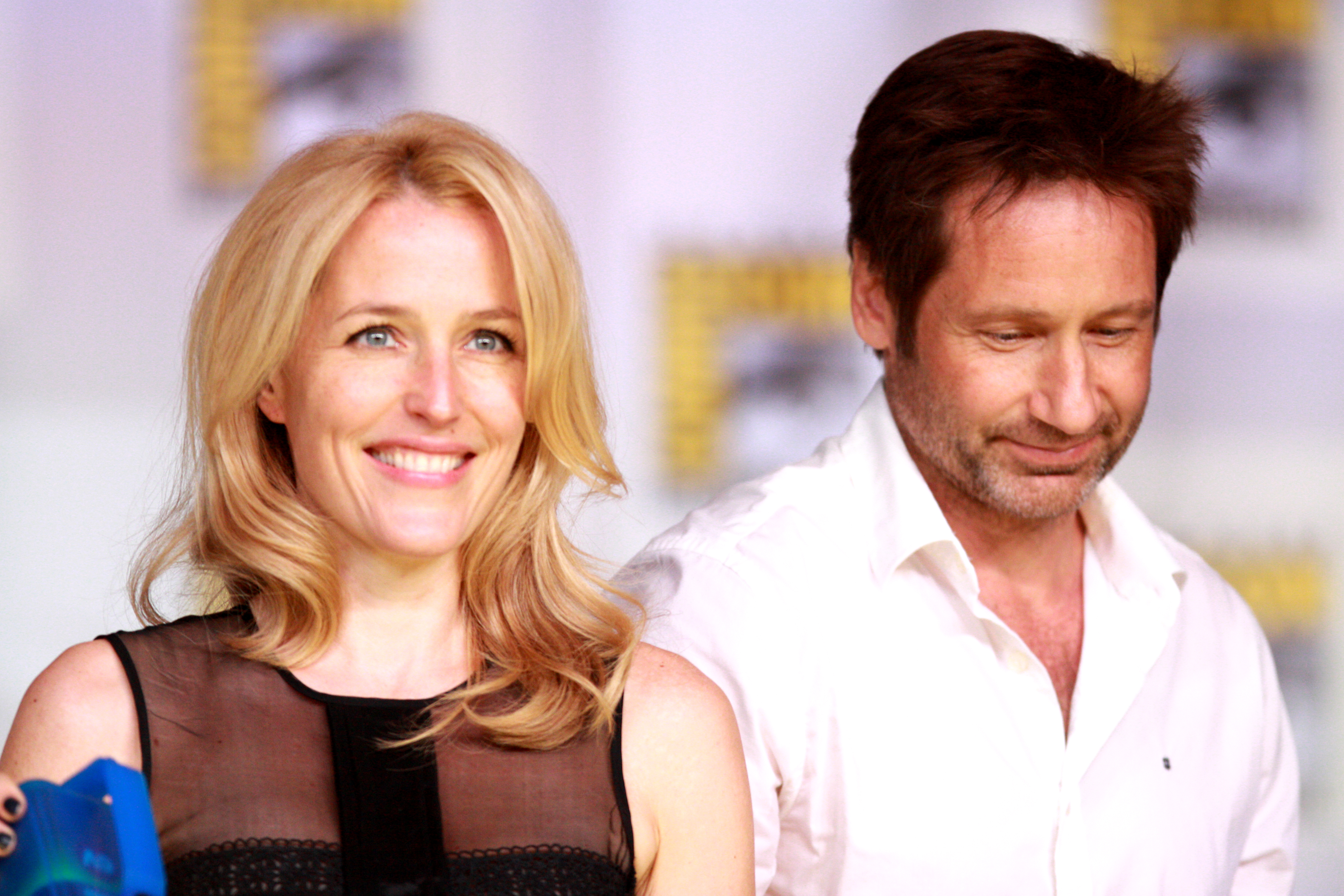
Gillian Anderson i David Duchovny na konferencji w 2013 roku

### Główna
- David Duchovny jako agent Fox Mulder
- Gillian Anderson jako agentka Dana Scully
- Mitch Pileggi jako dyrektor Walter Skinner

### Drugoplanowa
- William B. Davis jako Palacz
- Robbie Amell jako agent Miller
- Lauren Ambrose jako agentka Einstein
- Joel McHale jako Tad O’Malley
- Aliza Vellani jako pielęgniarka

### Gościnnie
- Annabeth Gish jako agentka Monica Reyes
- Bruce Harwood jako John Fitzgerald Byers
- Tom Braidwood jako Melvin Frohike
- Dean Haglund jako Richard Langly
- Sheila Larken jako Margaret Scully
- Annet Mahendru jako Sveta
- Rhys Darby jako Guy Mann/Człowiek-Jaszczur
- Kumail Nanjiani jako hycel Pasha

## Lista odcinków
| № | Nr | Tytuł                                   | Tytuł polski           | Reżyseria    | Scenariusz                                | Premiera (FOX)   | Premiera w Polsce (Fox Polska) |
| --- | -- | --------------------------------------- | ---------------------- | ------------ | ----------------------------------------- | ---------------- | ------------------------------ |
| 203 | 1  | My Struggle                             | Moje zmagania          | Chris Carter | Chris Carter                              | 24 stycznia 2016 | 25 stycznia 2016               |
| Ze Scully kontaktuje się Skinner. Dziennikarz śledczy; Tad O’Malley, wpadł na trop globalnego spisku i pragnie rozmawiać z Mulderem. Byli agenci spotykają się z młodą kobietą utrzymującą, że wielokrotnie była uprowadzana przez kosmitów.                                                                  |    |                                         |                        |              |                                           |                  |                                |
| 204 | 2  | Founder's Mutation                      | Mutacja                | James Wong   | James Wong                                | 25 stycznia 2016 | 26 stycznia 2016               |
| Scully i Mulder zajmują się zagadką samobójczej śmierci pewnego naukowca i natrafiają na sprawę eksperymentów genetycznych przeprowadzanych na dzieciach. |    |                                         |                        |              |                                           |                  |                                |
| 205 | 3  | Mulder and Scully Meet the Were-Monster | Potwór                 | Darin Morgan | Darin Morgan                              | 1 lutego 2016    | 2 lutego 2016                  |
| W lesie zostają znalezione zwłoki. Agenci poszukują sprawcy, nie mając przy tym pewności, czy jest nim człowiek, czy zagadkowa istota, o której opowiadają mało wiarygodni świadkowie. |    |                                         |                        |              |                                           |                  |                                |
| 206 | 4  | Home Again                              | Z powrotem w domu      | Glen Morgan  | Glen Morgan                               | 8 lutego 2016    | 9 lutego 2016                  |
| Mulder i Scully poszukują zabójcy urzędnika miejskiego, zajmującego się przesiedlaniem bezdomnych. Tymczasem giną kolejne osoby zajmujące się tym tematem. |    |                                         |                        |              |                                           |                  |                                |
| 207 | 5  | Babylon                                 | Babilon                | Chris Carter | Chris Carter                              | 15 lutego 2016   | 16 lutego 2016                 |
| Ze Scully i Mulderem kontaktuje się para młodych agentów. Proszą o pomoc w rozbiciu siatki islamskich radykałów, przygotowujących zamachy samobójcze. Jeden z nich, w stanie krytycznym, znajduje się w szpitalu. Agenci, każdy na swój sposób, próbują się z nim skomunikować i nakłonić do złożenia zeznań. |    |                                         |                        |              |                                           |                  |                                |
| 208 | 6  | My Struggle II (Part 2)                 | Moje zmagania, część 2 | Chris Carter | Chris Carter, Margaret Fearon, Anne Simon | 22 lutego 2016   | 23 lutego 2016                 |
| W mieście coraz więcej osób zapada na groźną chorobę. Scully odkrywa, że może ona być konsekwencją prowadzonych od lat eksperymentów rządowych. |    |                                         |                        |              |                                           |                  |                                |

## Kulisy powstania
Od zakończenia prac nad oryginalnym serialem jego twórca, Chris Carter, opowiadał o planach stworzenia filmowego cyklu, na wzór Star Treka. Ostatecznie, w roku 2008 miał premierę drugi film fabularny. Po umiarkowanym sukcesie filmu co jakiś czas w mediach pojawiały się informacje o zainteresowaniu projektem aktorów i twórców oraz rzekomym rychłym rozpoczęciem zdjęć, ostatecznie jednak do niczego nie doszło. Na przełomie lat 2014 i 2015, wraz z plotkami o powrocie innych popularnych w przeszłości cyklów, zaczęły pojawiać się informacje o możliwej kontynuacji Z archiwum X w formie serialu telewizyjnego. W marcu 2015 telewizja Fox wyraziła zgodę na realizację sześcioodcinkowego miniserialu, jednocześnie nie wykluczając kolejnych, w przypadku odniesienia sukcesu. Zdjęcia ruszyły w kanadyjskim Vancouver dnia 8 czerwca 2015 i trwały do 3 września tegoż roku. Choć premiera zapowiadana była na 24 stycznia 2016, przedpremierowe pokazy pierwszego odcinka miały jednak miejsce m.in. już 6 października 2015, na targach telewizyjnych w Cannes, oraz 10 października 2015 na konwencji w Nowym Jorku i spotkały się z entuzjastycznym przyjęciem publiczności.

## Oglądalność
Pierwszy odcinek wznowionego serialu obejrzało w Stanach Zjednoczonych 16,19 miliona widzów, co stanowiło 6,1% osób w wieku 18-49 lat, oglądających w tym czasie telewizję.
Oglądalność polskiej premiery również była jak na lokalne warunki wysoka – premierowy pokaz pierwszego odcinka obejrzało 74 tysiące widzów i ustanowiło rekordowy udział w rynku dla tej stacji, poprawiając jej dotychczasowy najlepszy wynik o 580%. Powtórkę tego odcinka obejrzało 68 tysięcy osób. Tym samym stacja Fox Polska była tego dnia liderem wśród kanałów emitujących seriale zagraniczne. Premierę odcinka drugiego obejrzało 147 tysięcy osób, co stanowi 2,66% ogółu, pobijając kolejny rekord oglądalności i udział w rynku w historii tej stacji.
Na całym świecie w ciągu pierwszych trzech dni, wliczając w to oficjalne emisje w internecie, dwudniową premierę obejrzało ponad 50 milionów osób. Liczba ta nie uwzględnia m.in. krajów takich jak Niemcy czy Włochy, gdzie stacja FOX nie ma swoich oddziałów, więc serial będzie miał premierę na innych kanałach lokalnych w lutym 2016.
Odcinek 3., zatytułowany Mulder and Scully Meet the Were-Monster, zanotował w Stanach Zjednoczonych nieznaczny spadek oglądalności. Na żywo obejrzało go 8,4 miliona osób. Zaznacza się przy tym, że niższą oglądalnością odznaczyły się tego dnia wszystkie pokazywane seriale. W Polsce odcinek ten obejrzało ponad 174,5 tysiąca osób.

## Wydania DVD
| Sezon    | Liczba nośników | Premiera (Region 1) | Premiera w Polsce |
| -------- | --------------- | ------------------- | ----------------- |
| 1 (2016) | 3 sztuki        | 14 czerwca 2016     | 14 września 2016  |